# Otis Rush
Otis Rush, (Otis Rush Jr.) (Philadelphia, 1935. április 29. – Chicago, 2018. szeptember 29.) Grammy-díjas amerikai dzsesszzenész, bluesgitáros és énekes-dalszerző volt. Az 1950-es évek többi művészének, Magic Samnek és Buddy Guynak a stílusához hasonló hangzásvilága „West Side Chicago bluesként” vált ismertté, és számos zenészre hatással volt, köztük Michael Bloomfieldre, Peter Greenre és Eric Claptonra.
Rush balkezes volt.

## Pályafutása
Rush 1948-ban Chicago-ba költözött, és Muddy Waters inspirációja után a város déli és nyugati részének bluesklubjaiban szerzett hírnevet. Rush megalakította saját együttesét Little Otis néven. 1956 és 1958 között felvételeket készített a független Cobra Records kiadónak. Nyolc kislemezt adott ki, amelyek közül néhányon Ike Turner vagy Jody Williams gitározott. Első kislemeze, az „I Can't Quit You Baby” 1956-ban a 6. helyet érte el a Billboard R&B listán. A Cobránál eltöltött ideje alatt felvette néhány ismertebb dalát („Double Trouble, All Your Love, I Miss Loving)”.
A Cobra Records 1959-ben csődbe ment, Rush pedig 1960-ban aláírt egy  szerződést a Chess Records-szal. Nyolc számot rögzítettek, amelyek közül négyet két kislemezen adtak ki. Hat szám, köztük a két kislemez, később felkerült a „Door to Door” című albumra 1969-ben. 1965-ben a Vanguard Records számára készített felvételeket; ezek a felvételek szerepelnek a „Chicago/The Blues/Today” című válogatásalbumon.
A Rush az Egyesült Államok és Európa városaiban kezdett játszani az 1960-as években, köztül az American Folk Blues Fesztiválon is. Később ezen a fesztiválon 1967-ben, és a University of Chicago Folkfesten 1966-ban nem hivatalos felvételeket adtak ki a Little Walter/Little Otis felvételeivel együtt.
1969-ben jelent meg "„Mourning in the Morning” című albuma. 1971-ben Rush felvette a „Right Place, Wrong Time” című albumot, de a Capitol Records valami miatt nem adta ki. Az album végül 1976-ban jelent meg, amikor Rush megvásárolta a mesterszalagot és kiadta a japán P-Vine Recordsnál. A Bullfrog Records nem sokkal ezután kiadta az Egyesült Államokban. Az album azóta Rush egyik legjobb műveként vált híressé!
Rush 1985-ben egy amerikai turnén szerepelt és a San Francisco Blues Fesztiválon rögzítette „Tops” című élő albumot. 1994-ben adta ki az „Ain't Enough Comin' In” című albumát, amely 16 év után az első stúdióalbuma volt. 1998-ban az „Any Place I'm Goin'” című albuma 1999-ben elnyerte a Grammy-díjat.
Rush 1998 után 2003-ig folytatta a turnét és a koncertezést. 2003-ban stroke-ot kapott. Folyamatos egészségügyi problémái miatt Rush nem tudott már játszani, de jelen volt a családjával a Chicago Blues Festivalon.
Rush 2018. szeptember 29-én hunyt el az agyvérzés szövődményei következtében.

## Lemezválogatás
- 1968: This One's a Good One
- 1969: Mourning in the Morning
- 1972: Blues Masters, Vol. 2
- 1975: Screamin' and Cryin'
- 1975: Cold Day in Hell
- 1976: So Many Roads
- 1976: Right Place, Wrong Time
- 1978: Troubles Troubles
- 1988: Tops
- 1989: Blues Interaction – Live in Japan, 1986
- 1991: Lost in the Blues
- 1993: Live in Europe
- 1994: Ain't Enough Comin' In
- 1998: Any Place I'm Going
- 2006: Live... and in Concert from San Francisco
- 2009: Chicago Blues Festival, 2001
- 2015: Double Trouble, LIVE Cambridge, 1973

## Díjak
- 2984: Blues Hall of Fame
- 1998: Grammy-díj – Best Traditional Blues Album
- 2015: Rolling Stone magazin: 100. helyezett – Minden idők 100 legjobb gitárosa
- 2018: Jazz Foundation of America – életműdíj